# Музей «Фрама»
Музей «Фрама» (норв. Frammuseet) — музей в Осло, посвящённый истории норвежских полярных экспедиций. Расположен на полуострове Бюгдёй, рядом с музеем Кон-Тики. Представляет собой стеклянный шатёр непосредственно на берегу Ослофьорда, в котором экспонируется экспедиционный корабль Ф. Нансена — «Фрам». Основан 20 мая 1936 г. по инициативе Ларса Кристенсена, О. Свердрупа, О. Вистинга и С. Скотт-Хансена, и посвящён трём выдающимся полярным экспедициям, проходящим на борту «Фрама» (созданы отдельные фотовыставки). В музее, среди прочего, присутствуют стенды, посвящённые организованной Ф. Нансеном гуманитарной помощи жертвам голода в Поволжье в период гражданской войны в России.
Главный экспонат — судно «Фрам», на борт и во внутренние помещения которого поднимаются посетители. В музее также экспонируются чучела представителей полярной фауны Северного и Южного полушария, в частности, белых медведей и пингвинов.